# Yintang
Yintang (kinesiska: 银塘) är en köping i östra Kina. Den ligger i stadsdistriktet Yushan i staden Ma'anshan i provinsen Anhui, omkring 120 kilometer öster om provinshuvudstaden Hefei. Antalet invånare är 22 218. Befolkningen består av 10 782 kvinnor och 11 436 män. Barn under 15 år utgör 13,0 %, vuxna 15-64 år 75 %, och äldre över 65 år 11,0 %.